# Coelichneumon impressor
Coelichneumon impressor är en stekelart som först beskrevs av Zetterstedt 1838.  Coelichneumon impressor ingår i släktet Coelichneumon och familjen brokparasitsteklar. Arten är reproducerande i Sverige. Inga underarter finns listade i Catalogue of Life.